# Progryllacris inarmata
Progryllacris inarmata är en insektsart som först beskrevs av Kjell Ernst Viktor Ander 1936.  Progryllacris inarmata ingår i släktet Progryllacris och familjen Gryllacrididae. Inga underarter finns listade i Catalogue of Life.